# Delphine Chanéac

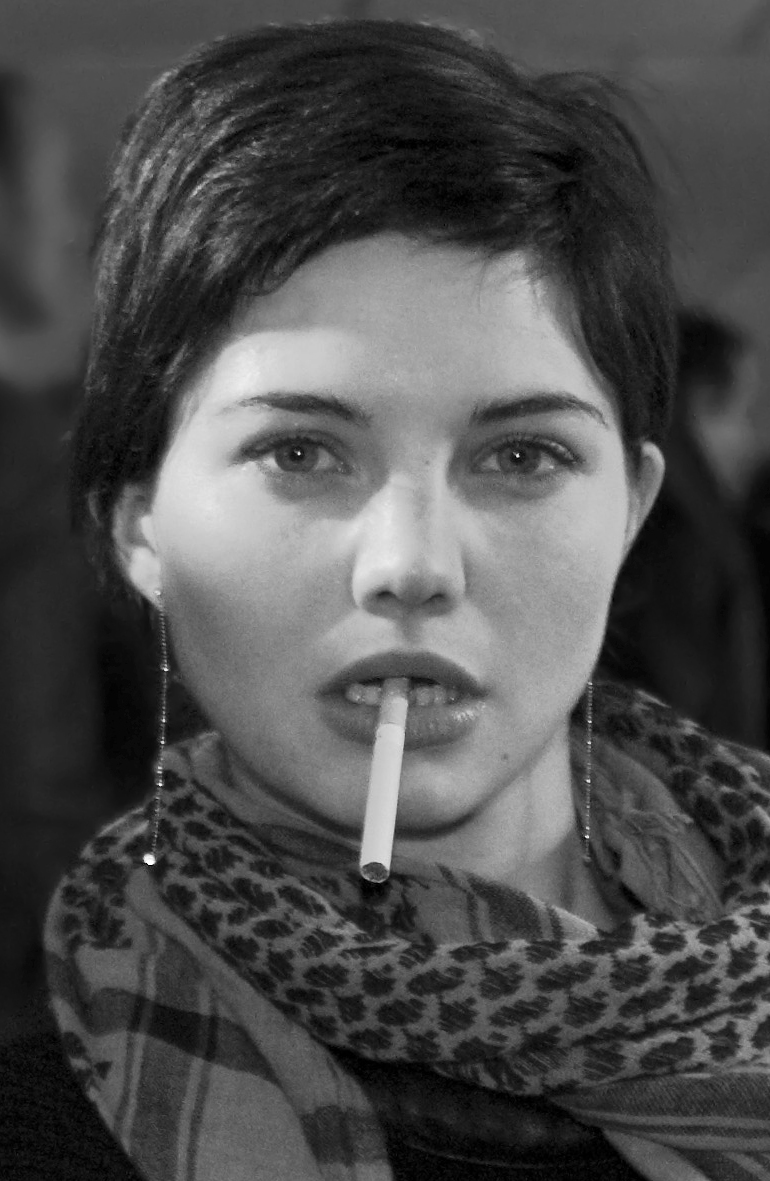
Delphine Chanéac (2008)

Delphine Chanéac (ur. 14 listopada 1978 w Rueil-Malmaison) – francuska aktorka, która wystąpiła m.in. w serialu Transporter i filmie Istota.

## Filmografia

### Filmy
| Rok  | Tytuł                    | Rola              | Reżyser             | Uwagi       |
| ---- | ------------------------ | ----------------- | ------------------- | ----------- |
| 2000 | In extremis              | Sophie            | Etienne Faure       |             |
| 2005 | Brice de Nice            | Marjorie          | James Huth          |             |
| 2006 | Różowa Pantera           | Ticket Checker    | Shawn Levy          |             |
| 2006 | Incontrôlable            | Laura             | Raffy Shart         |             |
| 2009 | Verso                    | Anja Lagrange     | Xavier Ruiz         |             |
| 2009 | Istota                   | Dren              | Vincenzo Natali     |             |
| 2011 | The Big Black            | Eve               | Oliver Kyr          |             |
| 2012 | For the Love of Money    | Aline             | Ellie Kanner        |             |
| 2012 | The World of Hemingway   | Margaux Hemingway | Giuseppe Recchia    |             |
| 2013 | Eve                      | Eve               | Eric Gandois        | krótkometr. |
| 2014 | Tu es si jolie ce soir   | Deborah           | Jean-Pierre Mocky   |             |
| 2014 | Je suis coupable         | The girl          | Karine Lima         | krótkometr. |
| 2015 | Kickback                 | Rosemary Kaplan   | Franck Phelizon     |             |
| 2016 | Uchronia                 | hostessa          | Christophe Goffette |             |
| 2016 | Rouges étaient les lilas | Charlotte Lenoir  | Jean-Pierre Mocky   |             |
| 2016 | Stranger in the Dunes    | Diana             | Nicholas Bushman    |             |
| 2016 | Skin of the Night        | Lola              | Alexandre Ubeda     | krótkometr. |
| 2019 | Jungle Jihad             | Agentka DCRI      | Nadir Ioulain       |             |